# ژون فن آلفن
ژون فن آلفن (هلندی: John Van Alphen; ۱۷ ژوئن ۱۹۱۴ – ۱۹ دسامبر ۱۹۶۱) بازیکن فوتبال اهل بلژیک بود.
وی همچنین در تیم ملی فوتبال بلژیک بازی کرده‌است.